# Mekar Mulia
Mekar Mulia is een bestuurslaag in het regentschap Simalungun van de provincie Noord-Sumatra, Indonesië. Mekar Mulia telt 1411 inwoners (volkstelling 2010).